# Ellen Foley
Pour les articles homonymes, voir Ellen et Foley.
Ellen Foley est une actrice et chanteuse américaine née en 1951 à Saint-Louis, Missouri (États-Unis).
Elle prête sa voix au partenaire féminin de Meat Loaf sur la chanson Paradise by the Dashboard Light (en).

## Filmographie
- 1977 : 3 Girls 3 (série TV)
- 1979 : Hair de Miloš Forman : Black Boys
- 1982 : Tootsie : Jacqui
- 1983 : La Valse des pantins (The King of Comedy) : Street Scum
- 1987 : Liaison fatale (Fatal Attraction) : Hildy
- 1988 : Cocktail de Roger Donaldson : Waitress Eleanor
- 1988 : Veuve mais pas trop (Married to the Mob) de Jonathan Demme : Theresa
- 1990 : Meurtre en noir et blanc (Murder in Black and White) (TV) : Emma
- 1999 : L'Ombre d'un soupçon (Random Hearts) : Young Woman At Fundraiser

## Discographie
- 1977 : Paradise by the dashboard light (duo avec Meat Loaf)
- 1979 : Nightout
- 1979 : We belong to the night
- 1979 : Hideaway
- 1979 : Stupid Girl
- 1980 : What's the matter, baby
- 1981 : Spirit of st-Louis
- 1981 : The shutterd palace
- 1983 : Another breath
- 1983 : Boys in the attic
- 1983 : Beat of a broken heart